# Physegenua flavipes
Physegenua flavipes är en tvåvingeart som beskrevs av Friedrich Georg Hendel 1926. Physegenua flavipes ingår i släktet Physegenua och familjen lövflugor.
Artens utbredningsområde är Peru. Inga underarter finns listade i Catalogue of Life.